# Resolutie 849 Veiligheidsraad Verenigde Naties
Resolutie 849 van de Veiligheidsraad van de Verenigde Naties werd op 9 juli 1993 met unanimiteit van stemmen goedgekeurd door de VN-Veiligheidsraad. De resolutie riep op tot een staakt-het-vuren tussen Georgië en de Georgische regio Abchazië.

## Achtergrond
Op de golf van opkomend onafhankelijkheidsstreven van Georgië uit de Sovjet-Unie tegen het einde van de jaren 1980, streefde de Abchazische minderheid in de Abchazische autonome republiek de onafhankelijkheid na, uit angst de autonomie in Georgië te verliezen. Het leidde tot etnische spanningen met de Georgiërs, die in Abchazië de grootste bevolkingsgroep waren.
In 1992 kwam het tot een gewapend conflict, waarbij ook Rusland betrokken raakte, dat het voor de Abchaziërs opnam. Begin 1993 braken zware gevechten uit om de Abchazische hoofdstad Soechoemi. In de zomer van 1993 werd een staakt-het-vuren afgesproken en werd de UNOMIG-waarnemingsmissie opgericht. De val van Soechoemi in september 1993 leidde tot grootschalige etnische zuiveringen tegen de Georgische gemeenschap.

## Inhoud
De Veiligheidsraad:
- Overwoog secretaris-generaal Boutros Boutros-Ghalis rapport.
- Herinnert aan de verklaring van de voorzitter van de raad op 10 september 1992.
- Herinnert aan het Moskou-Akkoord van 3 september 1992.
- Steunt de secretaris-generaals aanpak.
- Bezorgd om de recente intensivering van de gevechten rond Soechoemi.
- Steunt de verklaring van zijn voorzitter, die de partijen opriep het staakt-het-vuren te respecteren.
- Benadrukt het belang van een staakt-het-vuren en een vredesproces waarin de VN betrokken zijn bij de inzet van militaire waarnemers.

1. Waardeert de waarnemingen in het rapport.
2. Vraagt de secretaris-generaal te helpen tot een staakt-het-vuren te komen en het sturen van vijftig militaire waarnemers te regelen.
3. Vraagt hem verder zijn beslissing te laten weten als een staakt-het-vuren in voege is en aanbevelingen te doen over het mandaat.
4. Verwelkomt zijn inspanningen om een vredesproces waarin Rusland betrokken is op gang te brengen.
5. Steunt zijn samenwerking met de Organisatie voor Veiligheid en Samenwerking in Europa (OVSE).
6. Roept Georgië op een status of forces-akkoord overeen te komen met de VN voor de waarnemers.
7. Besluit om op de hoogte te blijven.

## Verwante resoluties
- Resolutie 854 Veiligheidsraad Verenigde Naties
- Resolutie 858 Veiligheidsraad Verenigde Naties

Lijst ·  800 ·  801 ·  802 ·  803 ·  804 ·  805 ·  806 ·  807 ·  808 ·  809 ·  810 ·  811 ·  812 ·  813 ·  814 ·  815 ·  816 ·  817 ·  818 ·  819 ·  820 ·  821 ·  822 ·  823 ·  824 ·  825 ·  826 ·  827 ·  828 ·  829 ·  830 ·  831 ·  832 ·  833 ·  834 ·  835 ·  836 ·  837 ·  838 ·  839 ·  840 ·  841 ·  842 ·  843 ·  844 ·  845 ·  846 ·  847 ·  848 ·  849 ·  850 ·  851 ·  852 ·  853 ·  854 ·  855 ·  856 ·  857 ·  858 ·  859 ·  860 ·  861 ·  862 ·  863 ·  864 ·  865 ·  866 ·  867 ·  868 ·  869 ·  870 ·  871 ·  872 ·  873 ·  874 ·  875 ·  876 ·  877 ·  878 ·  879 ·  880 ·  881 ·  882 ·  883 ·  884 ·  885 ·  886 ·  887 ·  888 ·  889 ·  890 ·  891 ·  892